# Oddbods
Oddbods (também conhecido como The Oddbods Show) é uma série de animação singapurense criada por Richard Thomas, e produzida por One Animation. A série é centrada em sete personagens peludos de cores diferentes como Fuse, Slick, Bubbles, Zee, Pogo, Jeff e Newt. Os personagens fazem sons, mas não há diálogos, tornando a série facilmente traduzível e internacional.
A série estreou em 2013 e a primeira temporada terminou em 2015. Cada temporada tem 60 episódios. A segunda temporada ocorreu em 2016. A terceira temporada foi lançada em 4 de abril de 2022 na Netflix. Cada episódio é relativamente curto e vários formatos foram transmitidos, incluindo episódios de um, cinco e sete minutos.
A série ganhou vários prêmios desde sua estreia, incluindo o Asian Television Awards, o Apollo Awards, o Gold Panda Awards e o Web TV Asia Awards. Em 2017, foi indicado ao Prêmio Emmy Internacional Infantil.

## Enredo
A série se concentra em sete monstros coloridos e peludos chamados Oddbods - Fuse, Pogo, Newt, Bubbles, Slick, Zee e Jeff.
O enredo de cada episódio mostra como esses personagens "sobrevivem aos perigos da vida cotidiana, transformando involuntariamente situações comuns em eventos inesperados, extraordinários e sempre bem-humorados". Os episódios geralmente empregam comédia física e brincadeiras entre os personagens e os eventos que se seguem.
A série foi concebida como uma comédia sem diálogo, que os criadores e escritores da série dizem, "captura as travessuras loucas e encantadoras dos Oddbods, que celebram o sucesso onde o encontram e aceitam o fracasso em seu caminho. Para se tornar 'diferente' positivo; celebrando a individualidade de uma forma bem-humorada, calorosa e inesperada."
O slogan da série é "Embrace Your Inner Odd, There's a Little Odd in Everyone!".

## Vozes e Personagens
- Fuse (Vermelho; dublado por Marlon Dance-Hooi) O fusível pode instantaneamente mudar de sereno para enfurecido, o que faz com que seus amigos o evitem sempre que ele está de mau humor, mas admira seu 'coração de ouro'. Ele está sempre disposto a praticar esportes, mas apenas se vencer.
- Slick (Laranja; dublado por Chio Su Ping): Slick acredita no YOLO , mas sofre com o FOMO . Seus amigos gostam de seu talento com a tecnologia, mas questionam seus movimentos de dança.
- Bubbles (Amarelo; dublado por Chio Su Ping): Bubbles realiza energicamente experimentos com a obsessão em descobrir objetos interessantes, como insetos para OVNIs. Seus amigos gostam dela por sua personalidade e inteligencia, sempre toma a frente para resolver problemas.
- Zee (Verde; dublado por Jeremy Linn): Zee sempre tira um cochilo, mesmo enquanto come. Sua atitude descontraída serve como pontos fortes e fracos quando se trata de sua amizade.
- Pogo (Azul; dublado por Marlon Dance-Hooi): Pogo não segue a etiqueta comum, pois é apelidado de 'brincalhão final'. Seus amigos gostam de suas piadas práticas, se eles não são direcionados a eles.
- Jeff (Púrpura; dublado por Jeremy Linn): Jeff é meticuloso, pois é capaz de criar ordem em qualquer coisa, com a admiração de seus amigos por seus detalhes, pois pode detectar partículas de poeira extremamente pequenas. Ele é talentoso em arte e lembra os aniversários das pessoas, mas deseja poder agir de maneira mais descontraída.
- Newt (Rosa; dublada por Nadia Ramlee): Newt é viciada em doces e suas amigas são inspiradas por sua agradável interação com os outros, embora ela possa ser arrogante. Ela é curiosa, pois sempre sai com as amigas e tira selfies.
- Lulu (Ciano; dublado por Lucy Capri): é um Oddbod ciano. Ela é a nova Oddbod, ela apareceu pela primeira vez em Lulu's Hero.

## Episódios
1° Temporada
1. It's my Party
2. A Good Heart
3. Marooned
4. Parental Instincts
5. The Sheriff of Oddsville
6. Alien Abduction
7. Slick Moves
8. A Perfect Night's Squeak
9. A Newt to Remember
10. One Two Many
11. Pogo the Poltergeist
12. Robobuddy
13. Pain in the Arts
14. Zeellionaire
15. Bad Medicine
16. Fuse Ruse
17. Sleep Thief
18. Bubble Trouble
19. Double Date Trouble
20. My Hero
21. Florence Newtingale
22. Hypnobod
23. The Oddbod Couple
24. Zee in Charge
25. The Last Laugh
26. Strictly No Dancing
27. The Amazing Slicko
28. Panic Room
29. No Good Deed
30. The i-Scream Apocalypse
31. The High Price of Neighbouring
32. Super Zeroes
33. Newt's Lucky Day
34. X Marks the Spot
35. A Marrow Victory
36. 50 Foot Zee
37. The Last Straw
38. Build a Rocket, Bubbles
39. Macho Jeff
40. One Short of a Full Set
41. Mind Control
42. The Monster of Oddsville
43. Zoom
44. Mr. Snuffles
45. Headcase
46. Technofogey Fuse
47. Acting Out
48. Pocket-sized Pogo
49. It's Just like Riding a Bike
50. Double Scoop
51. Camp it up
52. Wheels of Furry
53. Oddball
54. Let's see that Again
55. The Shame, the Blame and the Fame
56. Anger Mismanagement
57. On the Cards
58. Oddjobs
59. The Brain Game
60. You Can't Handle the Tooth

2° Temporada
1. (61) I Am Bubbles
2. (62) Jetpack Blues
3. (63) Space Oddbodity
4. (64) The Oddfather
5. (65) Can You Dig It?
6. (66) Arcade Slick
7. (67) Spiderman
8. (68) Our Son Slick
9. (69) Deserted
10. (70) Your Move, Jeff
11. (71) Jog On
12. (72) Hotdog 500
13. (73) Picnic Basketcases
14. (74) Double-O Zee
15. (75) The Clown Off
16. (76) This Little Piggy
17. (77) Robodd Wars
18. (78) Brains vs. Beaks
19. (79) Pogo and the Lamp
20. (80) Master Jeff
21. (81) Zee-Ro Gravity
22. (82) Monster Truck
23. (83) Driving Jeff Crazy
24. (84) Cross Newt Training
25. (85) The Abominable Snowbear
26. (86) Recipe for Disaster
27. (87) Don't Open the Box
28. (88) The Grimbles
29. (89) A Bridge Too Fuse
30. (90) Balloon Bods
31. (91) Fuzzy Fuse
32. (92) The Jump
33. (93) The Attack of the Drone
34. (94) Slicknado
35. (95) No Go, Pogo
36. (96) The Curse of the Three-eyed Frog
37. (97) A Class Act
38. (98) Caketastrophe
39. (99) Something Fishy
40. (100) Trainer Wrecked
41. (101) Oddbreak
42. (102) The Cone Wars
43. (103) Twitcher Trouble
44. (104) Sickbods
45. (105) Pogo, be Gone
46. (106) Bumble Bubbles
47. (107) Road Trip
48. (108) Wild Thing
49. (109) The Gift that Won't Stop Giving
50. (110) Game Face
51. (111) Itch Hunt
52. (112) Egg on my Face
53. (113) Snow Joke
54. (114) Storm in a Treehouse
55. (115) The Invader
56. (116) Uncle Zee
57. (117) Hotheads
58. (118) Pecking Order
59. (119) Let the Games be Gone
60. (120) Arctic Antics

3° Temporada
1. (121) A Fistful of Dusters
2. (122) Fuse's Bad Run
3. (123) The Corn-spiracy Theory
4. (124) Feel-Good Fuse
5. (125) Ready Player Odd
6. (126) Groundbod Day
7. (127) Smells Like Trouble
8. (128) The Wild
9. (129) Dance Trance
10. (130) Chickie & Hyde
11. (131) A Not So Quiet Night In
12. (132) Neighbour-odd Watch
13. (133) Pogo the Powerful
14. (134) Gross Encounters Of The Zee Kind
15. (135) Jeff's Wish
16. (136) Superbod
17. (137) My Way or the Driveway
18. (138) The Perfect Gift
19. (139) Pumpkinheads
20. (140) The Not So Sweet Ride
21. (141) The Mermaid's Tail
22. (142) Frankendoll
23. (143) Sugar Crash
24. (144) Jarring
25. (145) The Oddbunny
26. (146) The Oddpong
27. (147) The Really Odd Parents
28. (148) Phoning It In
29. (149) I Love Fuse
30. (150) The Zee The Beach & The Wardrobe
31. (151) Wrestlebods
32. (152) The Cookie Crumbles
33. (153) Unbearable
34. (154) Kart Wars
35. (155) The Pied Piper Of Oddsville
36. (156) Taxi Turmoil
37. (157) Food Feud
38. (158) Boddy Guard
39. (159) Festive Encounters
40. (160) Neanderthal Newt
41. (161) The Great Bod Bake Off
42. (162) On Thin Ice
43. (163) Jeff And The Beanstalk
44. (164) Stoney Faced Slick
45. (165) Every Cloud
46. (166) Kung Phoney
47. (167) A LaZee Holiday
48. (168) Bearly a Friend
49. (169) Statue of Slickety
50. (170) Regifting
51. (171) Ghosted!
52. (172) Stuck On You
53. (173) My Fair Bubbles
54. (174) Fortune Rookies
55. (175) Selfie Image
56. (176) Standing Tall
57. (177) Robo Helper
58. (178) The Bald & The Beautiful
59. (179) The Golden Ticket
60. (180) Swan Flake

## Transmissão e lançamento
A série foi transmitida em 25 redes em 105 países em todo o mundo no ar, bem como em canais de assinatura, como o Boomerang,Disney Channel, Teletoon+, ITV (Reino Unido), Cartoonito (Itália), RCTI, ANTV, RTV (Indonésia), ETTV Yoyo e Cartoon Network. Também está disponível sob demanda nos canais de mídia social, principalmente no YouTube, iQIYI (China) and ABC Me (Austrália), onde obteve mais de um bilhão de visualizações em apenas um ano. Atualmente, existem aproximadamente 2 milhões de inscritos no canal do YouTube, A série veio em ITVBe e LittleBe em 3 de setembro de 2018.
No Brasil, a série foi exibido atualmente no canal Cartoonito.